# Аршенже
Аршенже (фр. Archingeay) насеље је и општина у западној Француској у региону Поату-Шарант, у департману Приморски Шарант која припада префектури Сен Жан д'Анжели.
По подацима из 2011. године у општини је живело 666 становника, а густина насељености је износила 40,1 становника/km². Општина се простире на површини од 16,61 km². Налази се на средњој надморској висини од 24 метара (максималној 47 m, а минималној 2 m).

## Демографија
| 1962. | 1968. | 1975. | 1982. | 1990. | 1999. | 2011. |
| ----- | ----- | ----- | ----- | ----- | ----- | ----- |
| 603   | 536   | 504   | 527   | 539   | 519   | 666   |

График промене броја становника у току последњих година